# XXXII Giochi mondiali universitari estivi
I XXXII Giochi mondiali universitari estivi (in inglese: 2025 FISU World University Games Summer) si sono svolti nella Regione metropolitana Reno-Ruhr, in Germania, dal 16 luglio al 27 luglio 2025.

## Assegnazione
La Federazione Tedesca dello Sport Universitario (ADH) nell'agosto 2018 ha annunciato l’intenzione di presentare una candidatura alla FISU per un’edizione futura dei Giochi.
A metà aprilee 2019, una delegazione dell’ADH visitò la sede della FISU a Losanna, in Svizzera e, con la presentazione della “Lettera d’intenti” alla FISU nella seconda metà di giugno, il processo di candidatura ebbe ufficialmente inizio. La proposta fu approvata dal 95,4% dei membri votanti presenti all’assemblea generale dell’ADH nel novembre successivo.
La candidatura ricevette anche l'appoggio del Ministero dell'interno tedesco, del ministro presidente della Renania Settentrionale-Vestfalia Armin Laschet e del Comitato Olimpico Tedesco e furono avviati dialoghi con le città di Bochum, Duisburg, Düsseldorf, Essen e Mülheim an der Ruhr per valutare una candidatura congiunta della regione metropolitana Reno-Ruhr, data la loro vicinanza e le infrastrutture condivise.
Nel settembre 2020 fu pubblicato lo studio di fattibilità per un progetto congiunto che coinvolgeva cinque città della regione Reno-Ruhr. Tale studio fu approvato in una sessione plenaria virtuale del Landtag della Renania Settentrionale-Vestfalia, che approvò all’unanimità la proposta il 20 ottobre 2020.
A metà marzo 2021, l’ADH annunciò di aver presentato nei tempi previsti il dossier di candidatura alla FISU. Dopo la visita ispettiva finale da parte di una delegazione FISU, svoltasi dal 5 al 7 maggio 2021, la decisione definitiva del Comitato Esecutivo della FISU era attesa per il 15 maggio 2021 a Düsseldorf, e la scelta cadde favorevolmente sulla proposta regionale tedesca.

Era previsto anche che Budapest, capitale dell’Ungheria e già candidata per i Giochi mondiali universitari estivi del 2019, presentasse una nuova proposta alla FISU, tuttavia la candidatura venne ritirata a causa della mancanza di alloggi e di altre condizioni necessarie.

## Sviluppo e preparazione

### Sedi di gara

#### Renania Settentrionale-Vestfalia
| Impianto                            | Comune              | Sport                                                     | Capienza    | Immagine |
| ----------------------------------- | ------------------- | --------------------------------------------------------- | ----------- | -------- |
| Lohrheidestadion                    | Bochum              | Atletica leggera                                          | 16 223      |          |
| Jahrhunderthalle                    | Bochum              | Pallacanestro 3x3                                         | -           |          |
| Schauinsland-Reisen-Arena           | Duisburg            | Cerimonia di apertura                                     | 31 514      |          |
| Landschaftspark Duisburg-Nord       | Duisburg            | Cerimonia di chiusura                                     | 15 000      |          |
| Wedau                               | Duisburg            | Canottaggio                                               | -           |          |
| ASC Duisburg                        | Duisburg            | Pallanuoto                                                | 800         | -        |
| Walter-Schädlich-Halle              | Duisburg            | Pallacanestro (preliminari)                               | 800         | -        |
| Sportpark Duisburg                  | Duisburg            | Beach volley                                              | -           | -        |
| Messe Essen (padiglione 1)          | Essen               | Tennistavolo                                              | -           |          |
| Messe Essen (padiglione 3)          | Essen               | Ginnastica artistica                                      | -           |          |
| Messe Essen (padiglione 4)          | Essen               | Ginnastica ritmica Judo                                   | -           |          |
| Messe Essen (padiglione 5)          | Essen               | Scherma                                                   | -           |          |
| Messe Essen (padiglione 6)          | Essen               | Taekwondo                                                 | -           |          |
| Grugahalle                          | Essen               | Pallacanestro (finali)                                    | 7 700       |          |
| Essen Tennis Club                   | Essen               | Tennis                                                    | 5 000       | -        |
| Sportpark am Hallo                  | Essen               | Pallacanestro (preliminari) Tiro con l'arco (preliminari) | 2 500 3 800 | -        |
| Miniere di carbone dello Zollverein | Essen               | Tiro con l'arco (finali)                                  | -           |          |
| Ischelandhalle                      | Hagen               | Pallacanestro (preliminari)                               | 3,145       |          |
| Innogy Sporthalle                   | Mülheim an der Ruhr | Badminton                                                 | 4 000       |          |

#### Berlino
| Impianto                        | Comune  | Sport     | Capienza | Immagine |
| ------------------------------- | ------- | --------- | -------- | -------- |
| Sportforum Hohenschönhausen     | Berlino | Pallavolo | 4 750    |          |
| Großsporthalle Hämmerlingstraße | Berlino | Pallavolo | 1 000    |          |
| Horst-Korber-Sportzentrum       | Berlino | Pallavolo | 3 500    | -        |

## I Giochi

### Paesi partecipanti
A questa edizione partecipano 108 nazioni.
- Albania
- Arabia Saudita
- Argentina
- Armenia
- Australia
- Austria
- Azerbaigian
- Bangladesh
- Belgio
- Bhutan
- Bosnia ed Erzegovina
- Botswana
- Brasile
- Bulgaria
- Burkina Faso
- Cambogia
- Camerun
- Canada
- Cile
- Cina
- Cipro
- Colombia
- Corea del Sud
- Costa Rica
- Croazia
- Danimarca
- Ecuador
- Egitto
- Emirati Arabi Uniti
- Estonia
- Etiopia
- Filippine
- Finlandia
- Francia
- Gambia
- Georgia
- Germania (ospitante)
- Ghana
- Giamaica
- Giappone
- Gran Bretagna
- Guatemala
- Haiti
- Honduras
- Hong Kong
- India
- Iran
- Irlanda
- Isole Vergini
- Israele
- Italia
- Kazakistan
- Kenya
- Kirghizistan
- Kosovo
- Laos
- Lettonia
- Libano
- Libia
- Lituania
- Lussemburgo
- Macao
- Mali
- Malta
- Malaysia
- Messico
- Moldavia
- Mongolia
- Nepal
- Nigeria
- Norvegia
- Nuova Zelanda
- Oman
- Paesi Bassi
- Pakistan
- Paraguay
- Polonia
- Portogallo
- Repubblica Ceca
- Repubblica Democratica del Congo
- Romania
- Qatar
- San Marino
- São Tomé e Príncipe
- Senegal
- Sierra Leone
- Singapore
- Slovacchia
- Slovenia
- Somalia
- Spagna
- Sri Lanka
- Stati Uniti
- Sudafrica
- Svezia
- Svizzera
- Taipei Cinese
- Tagikistan
- Tanzania
- Thailandia
- Trinidad e Tobago
- Turchia
- Ucraina
- Uganda
- Ungheria
- Uzbekistan
- Venezuela
- Vietnam
- Zambia
- Zimbabwe

### Discipline
- Atletica leggera (50) (dettagli)
- Badminton (6) (dettagli)
- Canottaggio (11) (dettagli)
- Ginnastica
  -  Ginnastica artistica (14) (dettagli)
  -  Ginnastica ritmica (8) (dettagli)
- Judo (15) (dettagli)
- Pallacanestro
  -  Pallacanestro (2) (dettagli)
  -  Pallacanestro 3x3 (2) (dettagli)
  -  Pallacanestro in carrozzina 3x3 (2) (dettagli)
- Pallavolo
  -  Pallavolo (2) (dettagli)
  -  Beach volley (2) (dettagli)
- Scherma (12) (dettagli)
- Sport acquatici
  -  Nuoto (42) (dettagli)
  -  Pallanuoto (2) (dettagli)
  -  Tuffi (13) (dettagli)
- Taekwondo (24) (dettagli)
- Tennis (7) (dettagli)
- Tennistavolo (7) (dettagli)
- Tiro con l'arco (10) (dettagli)

### Calendario degli eventi
| ● | Cerimonia di apertura | ● | Competizioni |  | Finali | ● | Cerimonia di chiusura |

| Luglio                | Luglio                          | 16 Mer | 17 Gio | 18 Ven | 19 Sab | 20 Dom | 21 Lun | 22 Mar | 23 Mer | 24 Gio | 25 Ved | 26 Sab | 27 Dom | Totale |
| --------------------- | ------------------------------- | ------ | ------ | ------ | ------ | ------ | ------ | ------ | ------ | ------ | ------ | ------ | ------ | ------ |
| Cerimonia di apertura | Cerimonia di apertura           | ●      |        |        |        |        |        |        |        |        |        |        |        |        |
| Atletica leggera      | Atletica leggera                |        |        |        |        |        | 1      | 5      | 5      | 12     | 3      | 11     | 14     | 51     |
| Badminton             | Badminton                       |        | ●      | ●      | ●      | 1      |        | ●      | ●      | ●      | ●      | 5      |        | 6      |
| Canottaggio           | Canottaggio                     |        |        |        |        |        |        |        |        |        | ●      | ●      | 11     | 11     |
| Ginnastica            |                                 |        |        |        |        |        |        |        |        |        |        |        |        |        |
| Ginnastica artistica  |                                 |        |        |        |        |        | ●      | 1      | 1      | 2      | 10     |        | 14     |        |
| Ginnastica ritmica    |                                 | ●      | 2      | 6      |        |        |        |        |        |        |        |        | 8      |        |
| Judo                  | Judo                            |        |        |        |        |        |        |        | 5      | 4      | 5      | 1      |        | 15     |
| Pallacanestro         | Pallacanestro                   |        |        | ●      | ●      | ●      | ●      | ●      | ●      | ●      | 1      | 1      |        | 2      |
| Pallacanestro         | Pallacanestro 3x3               |        | ●      | ●      | ●      | 2      |        |        |        |        |        |        |        | 2      |
| Pallacanestro         | Pallacanestro in carrozzina 3x3 |        | ●      | ●      | ●      | 2      |        |        |        |        |        |        |        | 2      |
| Pallavolo             | Beach volley                    |        |        |        |        |        | ●      | ●      | ●      | ●      | ●      | 2      |        | 2      |
| Pallavolo             | Pallavolo                       | ●      | ●      | ●      | ●      | ●      | ●      | ●      | 1      | 1      |        |        |        | 2      |
| Scherma               | Scherma                         |        | 2      | 2      | 2      | 2      | 2      | 2      |        |        |        |        |        | 12     |
| Sport acquatici       |                                 |        |        |        |        |        |        |        |        |        |        |        |        |        |
| Nuoto                 |                                 | 3      | 5      | 7      | 5      | 6      | 7      | 9      |        |        |        |        | 42     |        |
| Pallanuoto            |                                 | ●      | ●      | ●      | ●      | ●      | ●      | ●      | ●      | ●      | 2      |        | 2      |        |
| Tuffi                 |                                 | 2      | 2      | 2      | 2      | 1      | 1      | 3      |        |        |        |        | 13     |        |
| Taekwondo             | Taekwondo                       |        | 3      | 2      | 4      | 4      | 4      | 4      | 3      |        |        |        |        | 24     |
| Tennis                | Tennis                          |        | ●      | ●      | ●      | ●      | ●      | ●      | ●      | ●      | 3      | 4      |        | 7      |
| Tennistavolo          | Tennistavolo                    |        | ●      | ●      | ●      | 2      | ●      | 1      | 2      | 2      |        |        |        | 7      |
| Tiro con l'arco       | Tiro con l'arco                 |        |        |        |        |        |        | ●      | ●      | ●      | 6      | 4      |        | 10     |
| Cerimonia di chiusura | Cerimonia di chiusura           |        |        |        |        |        |        |        |        |        |        |        | ●      |        |
| Medaglie              | Medaglie                        | 0      | 10     | 13     | 21     | 20     | 14     | 20     | 31     | 20     | 20     | 40     | 25     | 234    |

## Medagliere
Nazione ospitante 
| Pos.   | Paese                   | Oro | Argento | Bronzo | Totale |
| ------ | ----------------------- | --- | ------- | ------ | ------ |
| 1      | Giappone                | 34  | 21      | 24     | 79     |
| 2      | Cina                    | 30  | 27      | 17     | 74     |
| 3      | Stati Uniti             | 28  | 27      | 29     | 84     |
| 4      | Corea del Sud           | 21  | 9       | 27     | 57     |
| 5      | Italia                  | 14  | 10      | 19     | 43     |
| 6      | Germania                | 11  | 12      | 17     | 40     |
| 7      | Sudafrica               | 6   | 5       | 8      | 19     |
| 8      | Turchia                 | 6   | 5       | 7      | 18     |
| 9      | Taipei cinese           | 5   | 13      | 7      | 25     |
| 10     | Polonia                 | 5   | 11      | 8      | 24     |
| 11     | Australia               | 5   | 3       | 4      | 12     |
| 12     | Gran Bretagna           | 4   | 8       | 6      | 18     |
| 13     | Uzbekistan              | 4   | 4       | 7      | 15     |
| 14     | Ucraina                 | 4   | 3       | 5      | 12     |
| 15     | Spagna                  | 3   | 7       | 6      | 16     |
| 16     | Francia                 | 3   | 5       | 9      | 17     |
| 17     | Svizzera                | 3   | 4       | 3      | 10     |
| 18     | Rep. Ceca               | 3   | 2       | 6      | 11     |
| 19     | Lituania                | 3   | 0       | 4      | 7      |
| 20     | India                   | 2   | 5       | 5      | 12     |
| 21     | Thailandia              | 2   | 4       | 4      | 10     |
| 22     | Paesi Bassi             | 2   | 4       | 2      | 8      |
| 23     | Brasile                 | 2   | 3       | 7      | 12     |
| 24     | Azerbaigian             | 2   | 2       | 0      | 4      |
| 25     | Canada                  | 2   | 1       | 8      | 11     |
| 26     | Hong Kong               | 2   | 1       | 4      | 7      |
| 27     | Finlandia               | 2   | 1       | 3      | 7      |
| 28     | Portogallo              | 2   | 1       | 2      | 5      |
| 29     | Moldavia                | 2   | 0       | 0      | 2      |
| 30     | Georgia                 | 1   | 3       | 1      | 5      |
| 31     | Kenya                   | 1   | 2       | 2      | 5      |
| 32     | Belgio                  | 1   | 1       | 2      | 4      |
| 33     | Norvegia                | 1   | 1       | 1      | 3      |
| 33     | Slovacchia              | 1   | 1       | 1      | 3      |
| 33     | Svezia                  | 1   | 1       | 1      | 3      |
| 36     | Irlanda                 | 1   | 1       | 0      | 2      |
| 37     | Kazakistan              | 1   | 0       | 10     | 11     |
| 38     | Kirghizistan            | 1   | 0       | 1      | 2      |
| 39     | Armenia                 | 1   | 0       | 0      | 1      |
| 39     | Danimarca               | 1   | 0       | 0      | 1      |
| 39     | Israele                 | 1   | 0       | 0      | 1      |
| 39     | Lussemburgo             | 1   | 0       | 0      | 1      |
| 39     | Slovenia                | 1   | 0       | 0      | 1      |
| 44     | Ungheria                | 0   | 10      | 8      | 18     |
| 45     | Croazia                 | 0   | 2       | 2      | 4      |
| 46     | Tunisia                 | 0   | 1       | 2      | 3      |
| 47     | Malaysia                | 0   | 1       | 1      | 2      |
| 48     | Egitto                  | 0   | 1       | 0      | 1      |
| 48     | Kosovo                  | 0   | 1       | 0      | 1      |
| 48     | Lettonia                | 0   | 1       | 0      | 1      |
| 48     | Isole Vergini Americane | 0   | 1       | 0      | 1      |
| 52     | Romania                 | 0   | 0       | 4      | 4      |
| 53     | Cipro                   | 0   | 0       | 2      | 2      |
| 53     | Nuova Zelanda           | 0   | 0       | 2      | 2      |
| 55     | Austria                 | 0   | 0       | 1      | 1      |
| 55     | Colombia                | 0   | 0       | 1      | 1      |
| 55     | Messico                 | 0   | 0       | 1      | 1      |
| 55     | Mongolia                | 0   | 0       | 1      | 1      |
| Totale | Totale                  | 234 | 234     | 297    | 765    |

## Collegamenti eterni
- Sito ufficiale